# Церква Покрови Пресвятої Богородиці (Оришківці)

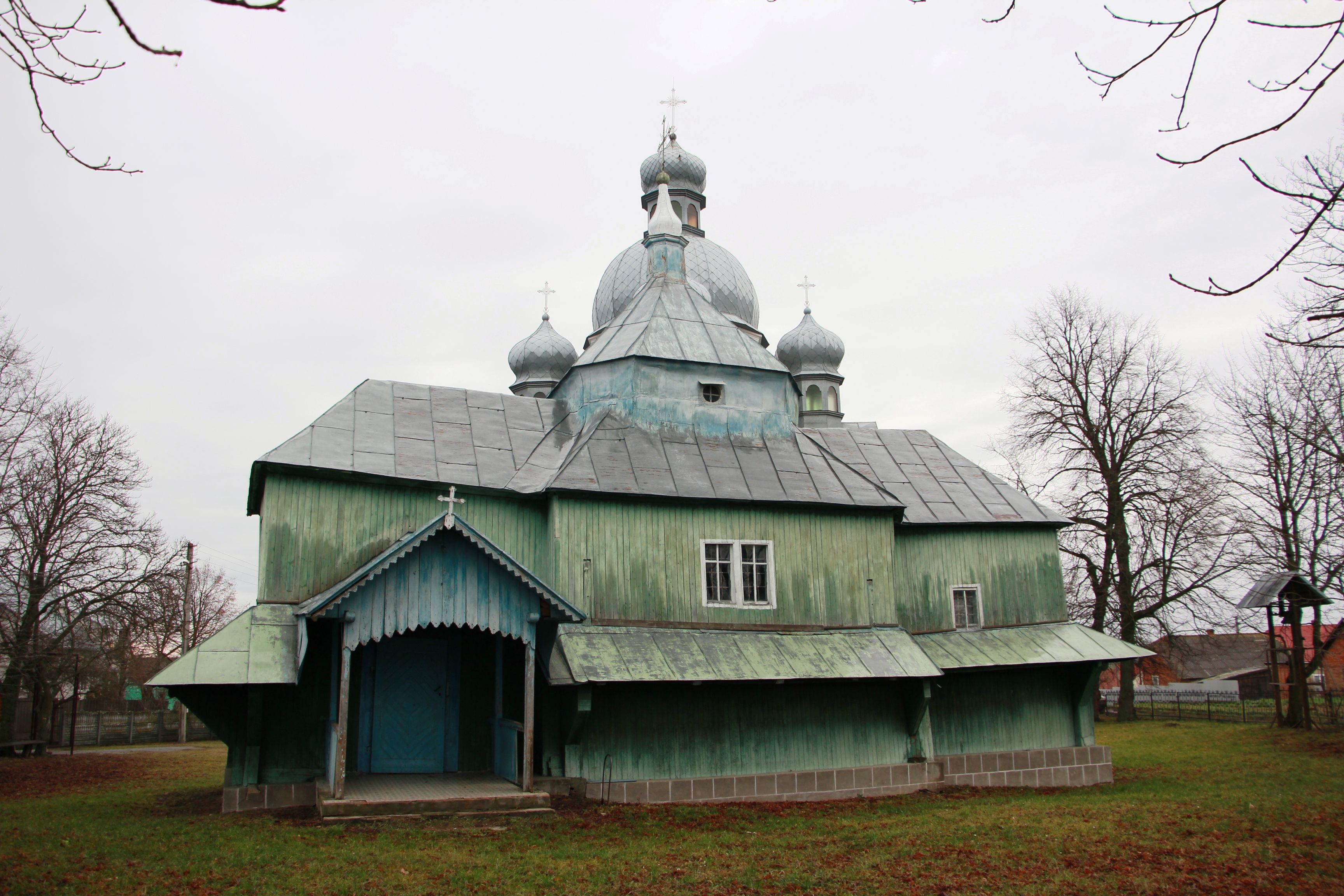
Дерев'яна церква

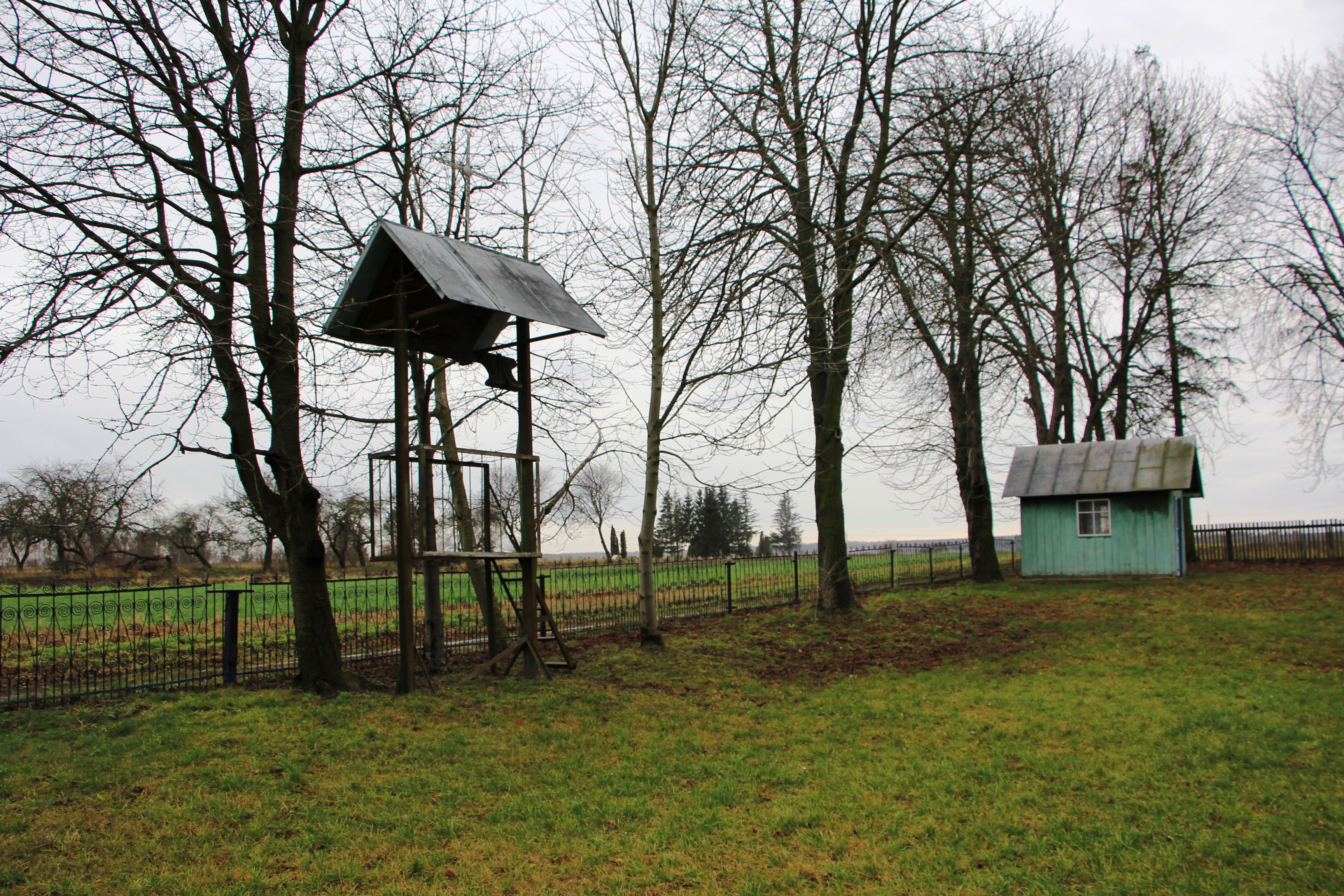
Дзвіниця дерев'яної церкви

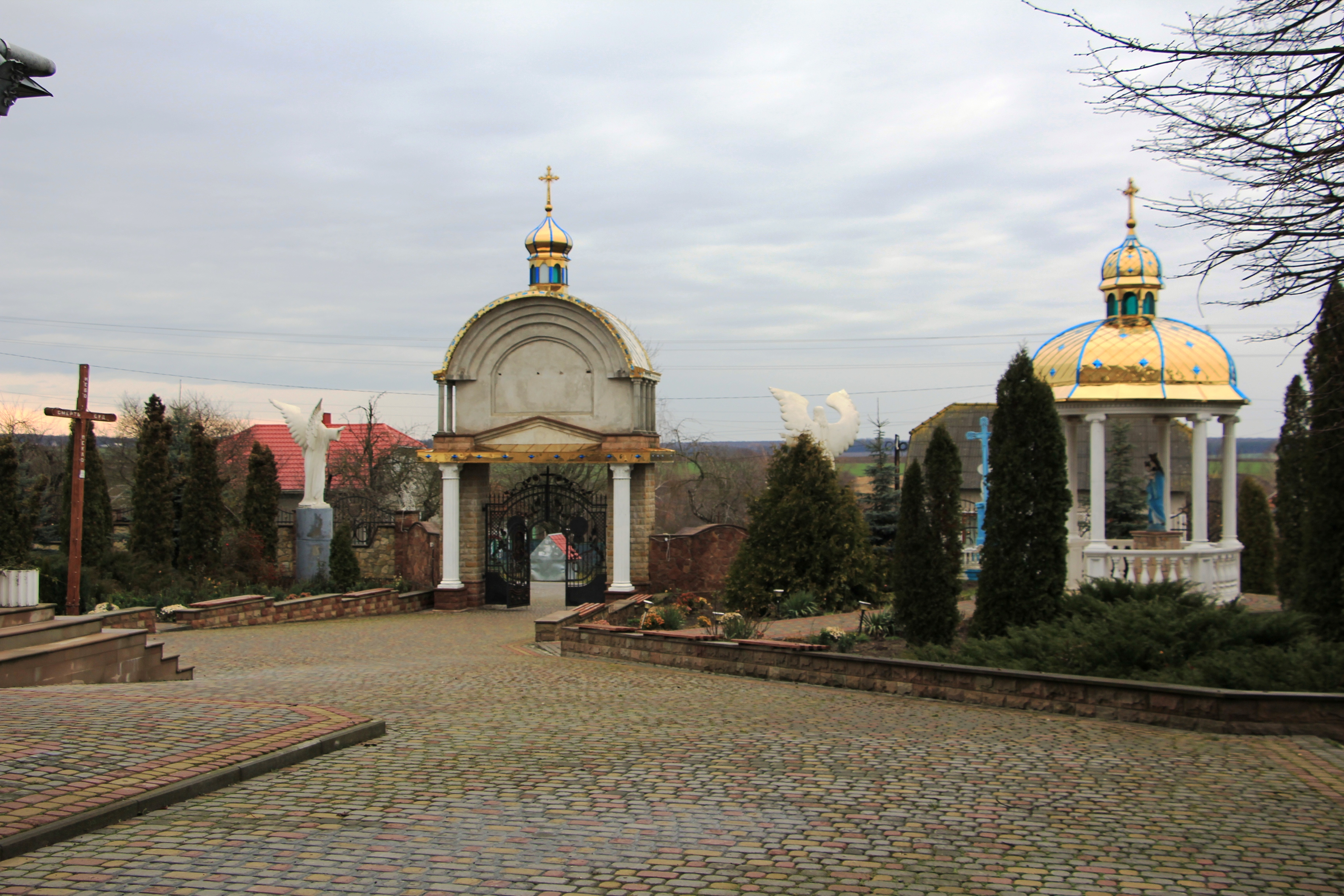
Вхідна зона

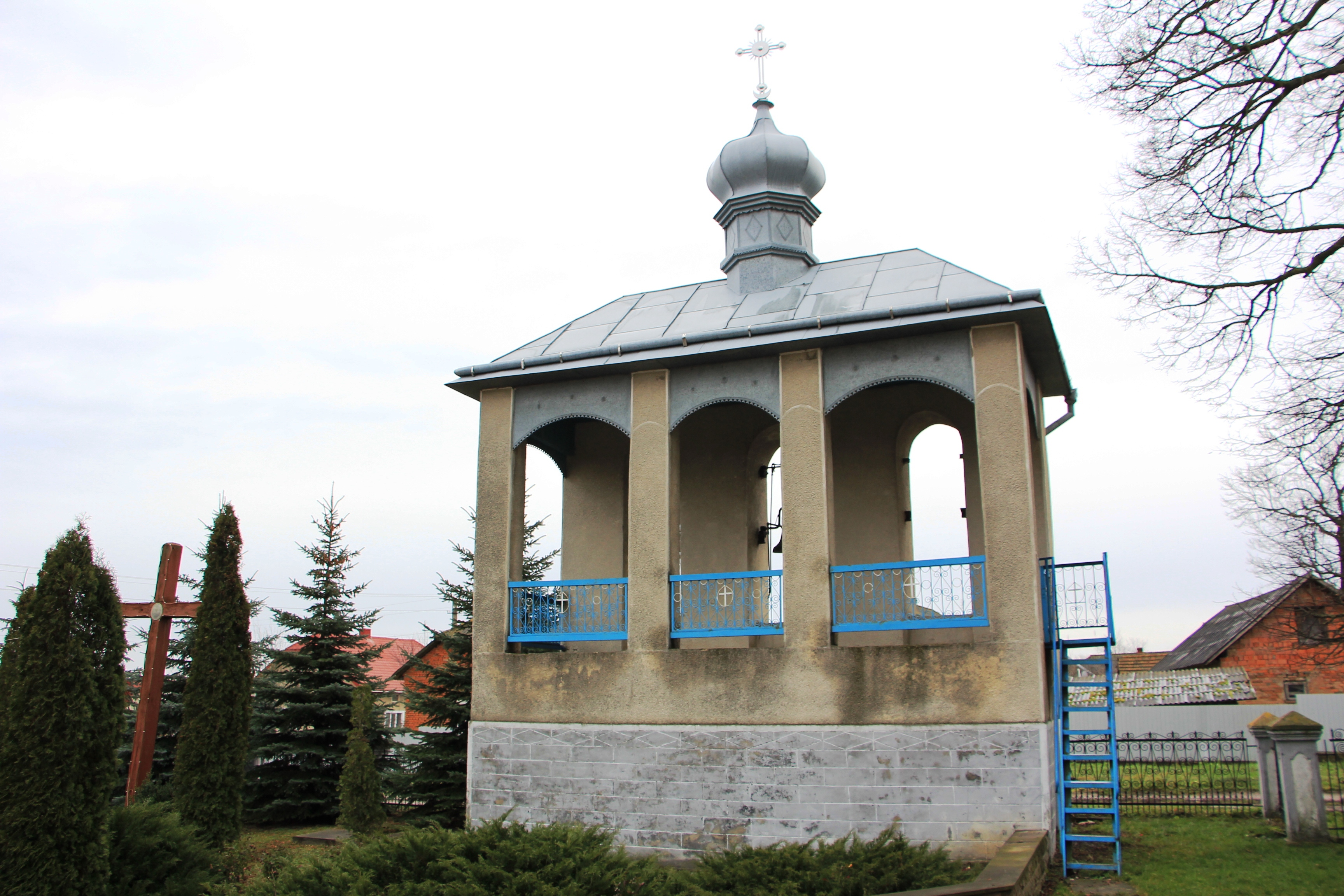
Дзвіниця мурованої церкви

Церква Покрови Пресвятої Богородиці в Оришківцях — парафія і храм греко-католицької громади Копичинецького деканату Бучацької єпархії Української греко-католицької церкви в селі Оришківці Чортківського району Тернопільської области.

## Історія церкви
В Оришківцях існує стара дерев'яна греко-католицька церква, збудована у 1748 році, де богослужіння відбувалися до 1947 року. З 1947 по 1989 рік парафія і храм належали до РПЦ.
У 1938 році під керівництвом пароха о. Андрія Литвинюка розпочалося будівництво нового храму. Інженер-архітектор Стаєвицький спроєктував його як зменшену копію львівського собору святого Юра. Через Другу світову війну будівництво призупинилося і відновилося лише у лютому 1989 року.
Освячення нового храму в 1991 році здійснив єпископ-помічник Івано-Франківської єпархії Павло Василик. У 1994 році церкву розписали художники-вихідці із села, Олег Цапура та Володимир Гудз.
Парафію відвідали:
- 14 жовтня 2004 року — владика Бучацької єпархії Іриней Білик.
- 27 жовтня 2013 року — митрополит Тернопільсько-Зборівський Василій Семенюк.
- 29 травня 2014 року — єкзарх Одесько-Кримський Михаїл Бубній.

На парафії діють такі спільноти:
- Братство «Апостольство молитви».
- Вівтарна та Марійська дружини.
- Спільнота «Матері у молитві» та Свічкове братство.

Також працює недільна катехитична школа, заняття якої проводять у старій церкві. Катехизацією займаються о. митрат Григорій Полоз та катехити Любов Полоз і Олександра Петрик. Головою парафіяльної ради є Олег Мацієвський.
На території парафії розташовано п'ять капличок, десять фігур, вісім хрестів і духовний комплекс. Парафії належать стара церква та проборство.

## Парохи
- о. Антін Туркевич, о. Семен Білинський, о. митрат Андрій Литвинюк, о. Іван Гура (кін. XIX — поч. XX ст.)
- о. митрат Григорій Полоз — від 2001 — адміністратор, а з 30 липня 2003 — парох, кандидат богослов'я, який у 2003—2007 рр. був протосинкелом Бучацької єпархії УГКЦ.